# Josep Botanch
Josep Botanch (1916?) va ser un ciclista català que va córrer entre finals dels anys 30 i principis dels 40 del segle xx. Del seu palmarès destaca una 6à posició final a la Volta a Catalunya de 1939 i una 9à a la Volta a Espanya de 1942.
Un cop retirat va obrir una botiga de bicicletes i motocicletes a la Seu d'Urgell

## Resultats a la Volta a Espanya
- 1941. 11è de la classificació general
- 1942. 9è de la classificació general